# 宇島鉄道
宇島鉄道（うのしまてつどう）は、かつて福岡県築上郡八屋町（現・豊前市）の鉄道省日豊本線宇島駅から分岐し、大分県との県境付近の耶馬渓駅までを結ぶ鉄道路線（軽便鉄道）を有していた鉄道事業者である。

## 概要
耶馬渓観光の客を見込んで、前年開業した耶馬渓鉄道（後に大分交通耶馬渓線となり、1975年（昭和50年）全廃）と争う形で1914年（大正3年）に開業した。だが大分県の県境付近までしか伸ばせず、営業成績も低迷した。1921年（大正10年）と1925年（大正14年）に耶馬渓鉄道羅漢寺駅までの延長線敷設の申請をするも耶馬渓鉄道と併行しているため不要として却下される。1934年（昭和9年）に下唐原 - 耶馬渓間を廃止し、1936年（昭和11年）に残りの区間を廃止した。
なお、この路線の宇島 - 耶馬渓間は1896年（明治29年）に設立が計画された日田鉄道（宇島 - 日田 - 久留米 - 若津港）とほぼ重なっている。

### 路線データ
- 路線距離：宇島 - 耶馬渓間 17.7km
- 軌間：762mm
- 最急勾配：16.7‰[4]
- 複線区間：なし（全線単線）
- 電化区間：なし（全線非電化）

## 運行概要
1932年（昭和7年）12月6日改正当時
- 旅客列車本数：宇島 - 友枝間2往復、宇島 - 耶馬渓間3往復
- 所要時間：全線1時間2分 - 6分

なお、特等車と並等車が存在した。

## 沿革
- 1911年（明治44年）9月30日 宇島 - 耶馬渓間の軽便鉄道敷設認可[5]。
- 1912年（明治45年）3月27日 宇島鉄道設立（資本金200,000円、発行株数4,000株[4][5]）。
- 1914年（大正3年）
  - 1月21日 宇島 - 耶馬渓間を開業[6][5]（建設費368,120円）。
  - 10月16日 下唐原駅（キロ換算で宇島起点9.8kmから9.3kmへ[7]）・上唐原駅を移設[8]。塔田駅・中唐原駅・百留駅を開業[8]。
- 1918年（大正7年）9月10日 鮎返駅開業、塔田駅・光林寺駅・上唐原駅廃止、下唐原駅を移設[9]（キロ換算で宇島起点9.3kmから8.8kmへ[7]）。
- 1929年（昭和4年）
  - 5月23日 鮎返駅の廃止認可[7]。
  - 9月2日 塔田駅の開業認可[7]。
- 1931年（昭和6年）8月 八屋 - 友枝間の乗合自動車営業を開始[10]。
- 1934年（昭和9年）12月1日 下唐原 - 耶馬渓間廃止[11]。
- 1936年（昭和11年）8月1日 全線廃止[12]。宇島自動車運輸に改称、宇島駅 - 友枝・宇島駅 - 上唐原間の乗合自動車営業に切り替わる。
- 1942年（昭和17年）7月 乗合自動車営業を停止。

## 駅一覧
宇島駅 - 千束（ちづか）駅 - 塔田駅 - 黒土駅 - 広瀬橋駅 - 安雲（あくも）駅 - 光林寺駅 - 友枝駅 - 下唐原（しもとうばる）駅 - 中唐原駅 - 上唐原駅 - 百留（ひゃくどめ）駅 - 原井駅 - 鮎返（あゆがえり）駅 - 耶馬渓駅

## 接続路線
- 宇島駅：鉄道省日豊本線

## 車両
開業時には以下の車両が新製された。コッペル製Bタンク式蒸気機関車3両、大日本軌道製ボギー客車（定員並等48人）3両、四輪有蓋貨車2両、四輪有蓋緩急車2両、四輪無蓋貨車16両、四輪無蓋緩急車2両、ボギー木材車2両。1915年（大正4年）にはボギー客車3両、内並等車1両、特等並等合造車2両（定員特等12人、並等24人）を増備している。

### 車両数の変遷
| 年度       | 機関車 | 客車 | 貨車 | 貨車 |
| 年度       | 機関車 | 客車 | 有蓋 | 無蓋 |
| ---------- | ------ | ---- | ---- | ---- |
| 1914       | 3      | 3    | 4    | 20   |
| 1915- 1919 | 3      | 6    | 4    | 20   |
| 1920       | 3      | 6    | 4    | 22   |
| 1921- 1932 | 3      | 6    | 4    | 30   |
| 1933       | 3      | 6    | 4    | 26   |
| 1934       | 3      | 6    | 4    | 30   |
| 1935       | 3      | 6    | 4    | 30   |

- 鉄道院鉄道統計資料、鉄道省鉄道統計資料、鉄道統計資料各年度版

## 輸送・収支実績
| 年度 | 乗客（人） | 貨物量（トン） | 営業収入（円） | 営業費（円） | 益金（円） | その他益金（円）        | その他損金（円）             | 支払利子（円） | 政府補助金（円） |
| ---- | ---------- | -------------- | -------------- | ------------ | ---------- | ----------------------- | ---------------------------- | -------------- | ---------------- |
| 1914 | 87,898     | 1,787          | 7,739          | 10,852       | ▲ 3,113    |                         |                              | 17,563         | 8,949            |
| 1915 | 84,059     | 2,778          | 8,349          | 15,583       | ▲ 7,234    |                         |                              | 21,555         | 18,127           |
| 1916 | 79,971     | 5,368          | 8,544          | 11,545       | ▲ 3,001    |                         |                              | 15,287         | 18,355           |
| 1917 | 107,536    | 7,627          | 11,454         | 16,955       | ▲ 5,501    |                         | 創立費償却金482雑損償却金204 | 14,574         | 18,424           |
| 1918 | 131,948    | 18,074         | 22,618         | 24,749       | ▲ 2,131    |                         | 欠損償却金1,654              | 14,756         | 18,541           |
| 1919 | 161,111    | 28,829         | 37,392         | 41,608       | ▲ 4,216    |                         | 雑損金1,232                  | 14,914         | 18,608           |
| 1920 | 178,679    | 13,910         | 39,360         | 49,073       | ▲ 9,713    |                         | 雑損金43                     | 15,163         | 19,008           |
| 1921 | 150,343    | 9,565          | 33,362         | 31,894       | 1,468      |                         |                              |                | 19,438           |
| 1922 | 133,453    | 8,042          | 30,245         | 33,449       | ▲ 3,204    |                         |                              |                | 19,432           |
| 1923 | 101,406    | 4,674          | 23,595         | 24,912       | ▲ 1,317    |                         |                              | 14,905         | 19,424           |
| 1924 | 75,164     | 4,203          | 19,710         | 19,748       | ▲ 38       |                         |                              | 14,499         | 1,064            |
| 1925 | 78,090     | 3,180          | 17,316         | 17,382       | ▲ 66       |                         |                              | 7,255          |                  |
| 1926 | 79,034     | 2,841          | 16,562         | 17,189       | ▲ 627      |                         | 雑損1,804                    | 29             |                  |
| 1927 | 74,889     | 1,903          | 14,349         | 15,894       | ▲ 1,545    |                         | 雑損7,578                    | 85             |                  |
| 1928 | 80,440     | 2,779          | 17,131         | 18,142       | ▲ 1,011    | 沿線八ヵ町村補助金2,000 | 償却金11,230                 | 599            |                  |
| 1929 | 77,316     | 3,365          | 17,448         | 18,826       | ▲ 1,378    | 沿線八ヵ町村補助金2,000 |                              | 823            |                  |
| 1930 | 66,798     | 2,710          | 14,768         | 14,636       | 132        |                         | 雑損5                        | 721            |                  |
| 1931 | 55,825     | 1,811          | 11,256         | 10,970       | 286        | 自動車466               |                              | 521            |                  |
| 1932 | 40,729     | 1,189          | 8,853          | 8,648        | 205        | 自動車847               | 雑損627                      | 644            |                  |
| 1933 | 34,980     | 2,056          | 8,276          | 9,260        | ▲ 984      | 自動車1,013             |                              | 445            |                  |
| 1934 | 24,376     | 1,890          | 6,738          | 9,269        | ▲ 2,531    | 自動車1,020             |                              | 415            |                  |
| 1935 | 20,416     | 644            | 5,199          | 6,794        | ▲ 1,595    | 自動車973               |                              | 32             |                  |
| 1936 | 9,784      | 775            | 3,237          | 4,439        | ▲ 1,202    | 自動車714               | 償却103                      |                |                  |

- 鉄道院年報、鉄道院鉄道統計資料、鉄道省鉄道統計資料、鉄道統計資料各年度版

## 廃線跡の現状
廃線より60年が経過し、全線に亙って痕跡を追跡するのは困難をきわめる。
特に宇島駅 - 黒土駅付近の線路跡は市街地に完全に飲み込まれ追跡が難しい面はあるが、一部線路の盛土が残っている（塔田駅 - 黒土駅間）。また、黒土駅 - 広瀬橋駅間には、側溝に架かる橋の跡（レンガ積み）が残っており、線路跡に沿って草が生えているので、ルートが比較的分かりやすい。
黒土駅跡や安雲駅跡さらに友枝駅跡は農協の施設になっているが、ホーム等の駅自体の痕跡は全く見られない。
中唐原駅跡 - 百留駅付近は線路跡と思われる築堤が農道として使用されている。
その先の百留駅 - 原井駅 - 耶馬渓駅間は福岡県道16号線に飲み込まれ痕跡は見られない。
なお、終点の耶馬渓駅の先の山国川には、鉄道橋として建設されたと思われる石積みの橋脚と赤いポニートラスの橋が道路橋として対岸の本耶馬渓町（現・中津市本耶馬渓町）樋田集落とを結んでいたが、道路改修に伴い平成初頭に解体撤去された。

### 遺構
終着の耶馬渓駅舎はそのまま現存し、公民館となっている（北緯33度30分29秒 東経131度10分27秒 / 北緯33.508008度 東経131.174202度）。駅舎付近に地元団体の宇島鉄道研究会が設置した案内板がある。